# Уштобе (Костанайская область)
Уштобе (каз. Үштөбе) — село в Костанайской области Казахстана. Находится в подчинении городской администрации Аркалыка. Административный центр и единственный населённый пункт Уштобинского сельского округа. Код КАТО — 391663100.

## Население
В 1999 году население села составляло 751 человек (345 мужчин и 406 женщин). По данным переписи 2009 года, в селе проживали 602 человека (284 мужчины и 318 женщин)